# Flèche wallonne 1997
La 61e édition de la Flèche wallonne a eu lieu le mercredi 16 avril 1997, sur un parcours tracé à partir de Spa et en direction de cette Huy, sur une distance de 200,5 kilomètres. Elle a été remportée par le Français Laurent Jalabert qui se débarrasse de son dernier compagnon d'échappée Luc Leblanc dans l'ascension finale du Mur de Huy.

## Présentation

### Favoris
Le principal favori est le numéro 1 mondial français Laurent Jalabert.

### Parcours
La Flèche wallonne est longue de 200,5 kilomètres répartis dans les Ardennes belges. La course démarre de Spa et s'achève à Huy par l'ascension du Mur de Huy. Cette difficulté est gravie au total à trois reprises dans la course.
Le parcours est composé de dix côtes répertoriées :
| Kilomètre | Nom              |
| --------- | ---------------- |
| 33,5      | Côte de Filot    |
| 44        | Côte de Bomal    |
| 52        | Côte de Durbuy   |
| 93,5      | Mur de Huy       |
| 110       | Côte de Amay     |
| 130       | Mur de Huy       |
| 147,5     | Côte de Pailhé   |
| 174,5     | Côte de Bohissau |
| 190       | Côte de Ahin     |
| 200,5     | Mur de Huy       |

## Récit de la course
Après la deuxième ascension du Mur de Huy, une échappée de dix-huit coureurs, dont certains figurent parmi les coureurs attendus, prend forme. Ce groupe est repris par le peloton lors de la montée de la côte de Bohissau. Trois coureurs s'échappent alors : Laurent Jalabert, Luc Leblanc et Enrico Zaina. Zaina est distancé dans la côte de Ahin laissant alors les deux Français lutter pour la victoire. Jalabert distance Leblanc par une attaque lors de l'arrivée au Mur de Huy et s'impose.

## Classement de la course
| #  | Coureur          | Pays   | Équipe          |    | Temps         |
| -- | ---------------- | ------ | --------------- | -- | ------------- |
| 1  | Laurent Jalabert | France | ONCE            | en | 5 h 7 min 0 s |
| 2  | Luc Leblanc      | France | Polti           | +  | 19 s          |
| 3  | Alex Zülle       | Suisse | ONCE            |    | 50 s          |
| 4  | Michele Bartoli  | Italie | MG-Technogym    |    | 50 s          |
| 5  | Marco Pantani    | Italie | Mercatone Uno   |    | 50 s          |
| 6  | Pascal Lino      | France | BigMat-Auber 93 |    | 50 s          |
| 7  | Andrea Noè       | Italie | Asics           |    | 50 s          |
| 8  | Beat Zberg       | Suisse | Mercatone Uno   |    | 50 s          |
| 9  | Benoît Salmon    | France | Lotto           |    | 50 s          |
| 10 | Richard Virenque | France | Festina-Lotus   |    | 50 s          |